# Stenoluperus puncticollis
Stenoluperus puncticollis is een keversoort uit de familie bladkevers (Chrysomelidae). De wetenschappelijke naam van de soort werd in 1997 gepubliceerd door Wang in Wang & Yu.